# Nicolaes Eliaszoon Pickenoy
Nicolaes Eliaszoon Pickenoy (* 10. Januar 1588; † 1653/1656) war ein holländischer Maler flämischer Herkunft.

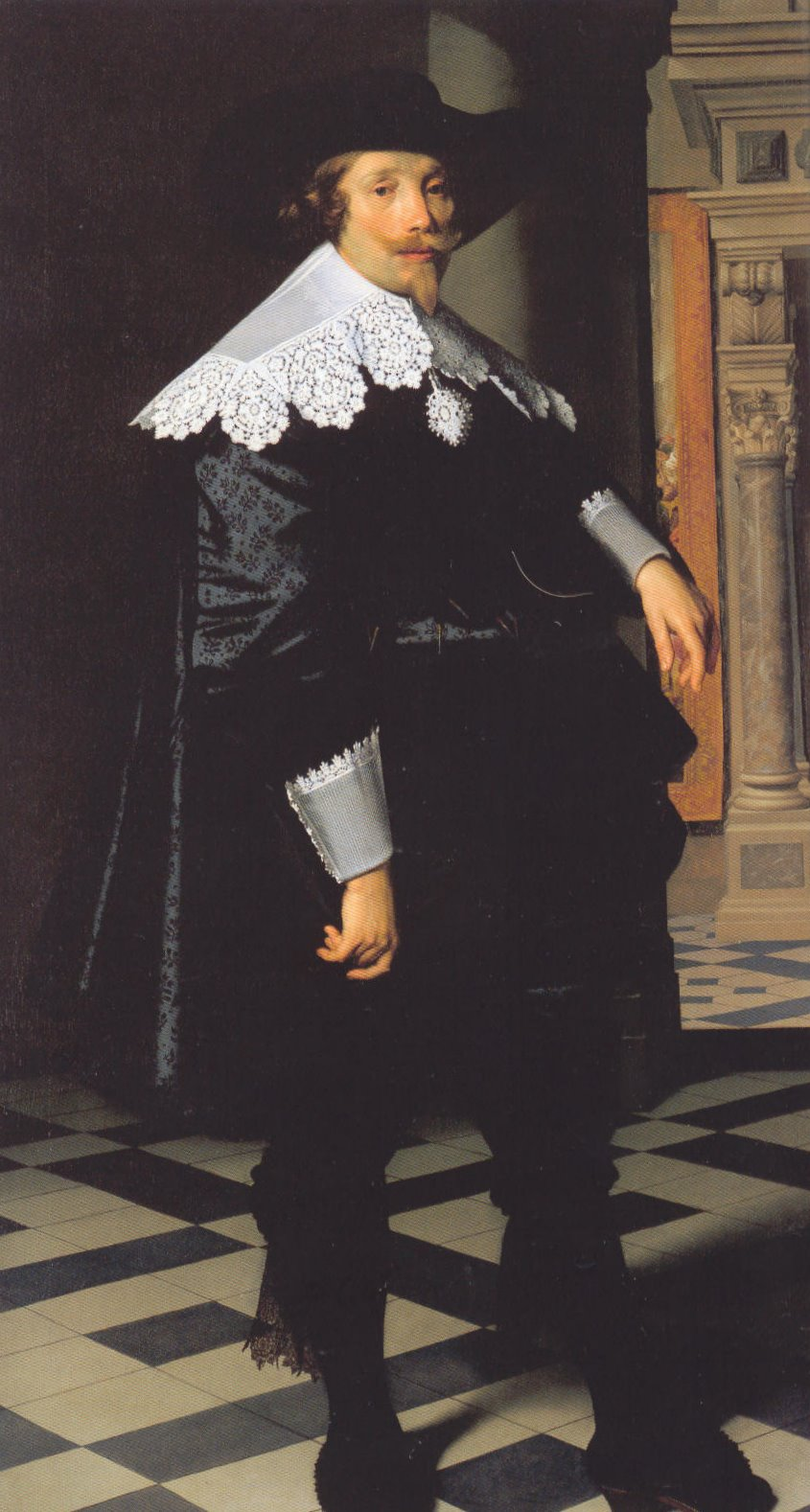
Cornelis de Graeff von Nicolaes Eliaszoon Pickenoy, Gemäldegalerie Berlin

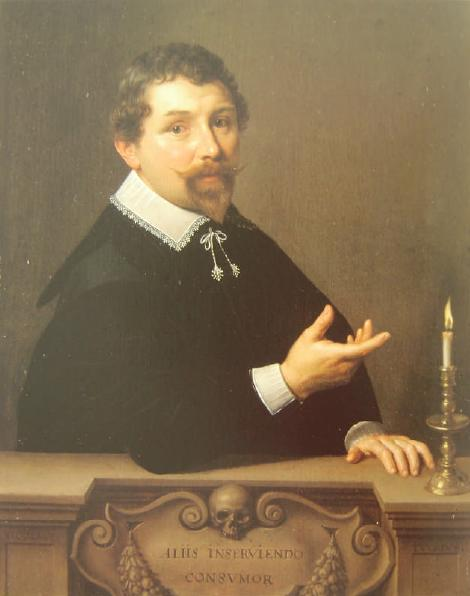
Dr. Nicolaes Tulp von Nicolaes Eliaszon Pickenoy - Stedelijk Museum, Amsterdam

## Leben
Nicolaes Pickenoy war ein Sohn von Elias Claeszoon Pickenoy (1565–1640) und Heijltje Laurens s’Jonge (1562–1638), die vor seiner Geburt von Antwerpen nach Amsterdam auswanderten. 1621, als er in der Nähe der Oude Kerk wohnte, heiratete er Levijntje Bouwens (1599 bis etwa 1656), eine 21-jährige Waise. Sie hatten zehn Kinder, von denen zwei jung starben.
Pickenoy war möglicherweise ein Schüler von Cornelis van der Voort, und Bartholomeus van der Helst war ein Schüler Pickenoys. Er malte große Schuttersstukken, Gruppenporträts der Verwalter des Waisenhauses, und individuelle Porträts lokaler oder nationaler Berühmtheiten wie Nicolaes Tulp, Cornelis de Graeff, Maarten Harpertszoon Tromp und Jochem Hendrickszoon Swartenhont, dem Ehemann von Elisabeth Bas. Das früheste Bild, welches Pickenoy zugeschrieben wird, ist „Dr. Sebastiaen Egbertz de Vrijs Osteologische Präsentation“ von 1619, es befindet sich heute im Amsterdam Museum. Der Höhepunkt seines Schaffens war die Zeit von 1630 bis 1637, eine Periode, die durch ein hohes künstlerisches Niveau und zahlreiche Aufträge prominenter Mäzene gekennzeichnet war. Ein weiteres großes Gemälde aus der Sammlung des Amsterdam Museums ist Die Mahlzeit der Schützen aus der Kompanie von Hauptmann Jacob Backer und Leutnant Jacob Rogh aus der Zeit von 1632 bis 1634.  
Nach 1637 malte Pickenoy nur noch wenig, bis auf einige prestigeträchtige und lukrative Gruppenporträts. Abgesehen von Porträts malte er außerdem eine kleinere Zahl biblischer Motive, welche im Museum Catharijneconvent betrachtet werden können. Das Rijksmuseum Amsterdam und das Amsterdam Historisch Museum besitzen viele seiner besten Arbeiten.
1637 kaufte er von Adriaan Pauw das Haus an der Ecke von Sint Anthoniessluis und Jodenbreestraat, eine Gegend in der viele Maler, Kunsthändler und Juweliere ansässig waren. Das Haus hatte zuvor seinem mutmaßlichen Lehrer, Cornelis van der Voort gehört, und später hatte es Hendrick van Uylenburgh erworben. Letzterer arbeitete zwischen 1631 und 1634 mit Rembrandt van Rijn zusammen. 1639 kaufte Rembrandt das Nachbarhaus Pickenoys, das heutige Museum Het Rembrandthuis. Wie Rembrandt konnte auch Pickenoy den Kredit für sein Haus nicht bezahlen und musste nach acht Jahren das Haus wieder verkaufen.
Die Werke Pickenoys lassen sich nicht leicht von manchen seiner Zeitgenossen unterscheiden. Kennzeichnend für Pickenoys Stil sind die scharfen Lichteinfälle, welche die Köpfe scharf hervortreten lassen, die etwas übertriebenen Gesten, die großen, grünbraunen Schatten und die ungewöhnlich geformten Augen.